# Episodi di Max e Ruby
Lista episodi di Max e Ruby

## Prima stagione
La prima stagione di Max e Ruby viene trasmessa in Canada dal 3 maggio 2002 al 14 marzo 2003 su Treehouse TV e in Italia da maggio 2004 su RaiSat Ragazzi.
| N° | Titolo originale        | Titolo italiano                    | Prima TV originale | Prima TV Italia |
| -- | ----------------------- | ---------------------------------- | ------------------ | --------------- |
| 1  | Ruby's Piano Practice   | Ruby e le prove al pianoforte      | 3 maggio 2002      | 3 maggio 2004   |
| 1  | Max's Bath              | Il bagnetto di Max                 | 3 maggio 2002      | 4 maggio 2004   |
| 1  | Max's Bed Time          | L'elefante rosso                   | 3 maggio 2002      | 5 maggio 2004   |
| 2  | Hide & Seek             | Una volta per uno                  | 10 maggio 2002     | 6 maggio 2004   |
| 2  | Max's Breakfast         | La colazione di Max                | 10 maggio 2002     | 7 maggio 2004   |
| 2  | Louise's Secret         | Il segreto di Louise               | 10 maggio 2002     | 10 maggio 2004  |
| 3  | Max Misses the Bus      | Max perde l'autobus                | 17 maggio 2002     | 11 maggio 2004  |
| 3  | Max's Worm Cake         | Max e la torta di vermi            | 17 maggio 2002     | 12 maggio 2004  |
| 3  | Max's Rainy Day         | I vestiti per la pioggia           | 17 maggio 2002     | 13 maggio 2004  |
| 4  | Camp Out                | Una notte sotto le stelle          | 24 maggio 2002     | 14 maggio 2004  |
| 4  | Ruby's Clubhouse        | Il club privato di Ruby            | 24 maggio 2002     | 17 maggio 2004  |
| 4  | Max's Picnic            | Un pic nic speciale                | 24 maggio 2002     | 18 maggio 2004  |
| 5  | Max's Halloween         | Max e la festa di Halloween        | 14 giugno 2002     | 19 maggio 2004  |
| 5  | Ruby's Leaf Collection  | La raccolta di foglie di Ruby      | 14 giugno 2002     | 20 maggio 2004  |
| 5  | The Blue Tarantula      | La tarantula blu                   | 14 giugno 2002     | 21 maggio 2004  |
| 6  | Ruby's Merit Badge      | Ruby, la coniglietta scout         | 28 giugno 2002     | 24 maggio 2004  |
| 6  | Max's Apple             | La torta di mele                   | 28 giugno 2002     | 25 maggio 2004  |
| 6  | Quiet Max               | Zitto Max                          | 28 giugno 2002     | 26 maggio 2004  |
| 7  | Max Cleans Up           | La tasca magica di Max             | 4 luglio 2002      | 27 maggio 2004  |
| 7  | Max's Cuckoo Clock      | Max e l'orologio a cucù            | 4 luglio 2002      | 28 maggio 2004  |
| 7  | Ruby's Jewelry Box      | Il cofanetto dei gioielli di Ruby  | 4 luglio 2002      | 31 maggio 2004  |
| 8  | Bunny Cakes             | Due torte per la nonna             | 11 luglio 2002     | 1º giugno 2004  |
| 8  | Bunny Party             | La festa della nonna               | 11 luglio 2002     | 2 giugno 2004   |
| 8  | Bunny Money             | Le spese di Max                    | 11 luglio 2002     | 3 giugno 2004   |
| 9  | Max's Birthday          | Quanti regali per Max              | 18 luglio 2002     | 4 giugno 2004   |
| 9  | Max's New Suit          |                                    | 18 luglio 2002     | 7 giugno 2004   |
| 9  | Goodnight Max           |                                    | 18 luglio 2002     | 8 giugno 2004   |
| 10 | Max's Christmas         |                                    | 25 luglio 2002     | 9 giugno 2004   |
| 10 | Ruby's Snow Queen       |                                    | 25 luglio 2002     | 10 giugno 2004  |
| 10 | Max's Rocket Run        |                                    | 25 luglio 2002     | 11 giugno 2004  |
| 11 | Max's Chocolate Chicken | Il pollo di cioccolato             | 1º agosto 2002     | 14 giugno 2004  |
| 11 | Ruby's Beauty Shop      | Il centro di bellezza              | 1º agosto 2002     | 15 giugno 2004  |
| 11 | Max Drives Away         | Gelato a colazione                 | 1º agosto 2002     | 16 giugno 2004  |
| 12 | Ruby's Lemonade Stand   | Il banchetto di limonata di Ruby   | 8 agosto 2002      | 17 giugno 2004  |
| 12 | Ruby's Rummage Sale     | Ruby e la vendita di cianfrusaglie | 8 agosto 2002      | 18 giugno 2004  |
| 12 | Ruby's Magic Act        | Lo spettacolo di magia             | 8 agosto 2002      | 21 giugno 2004  |
| 13 | Max's Valentine         | Il San Valentino di Max            | 14 marzo 2003      | 22 giugno 2004  |
| 13 | Ruby Flies a Kite       | L'aquilone volante                 | 14 marzo 2003      | 23 giugno 2004  |
| 13 | Super Max               | Super Max                          | 14 marzo 2003      | 24 giugno 2004  |

## Seconda stagione
La seconda stagione di Max e Ruby viene trasmessa in Canada dal 8 giugno 2003 al 4 maggio 2004 su Treehouse TV e in Italia da giugno 2004 su RaiSat Ragazzi.
| N° | Titolo originale        | Titolo italiano                     | Prima TV originale | Prima TV Italia |
| -- | ----------------------- | ----------------------------------- | ------------------ | --------------- |
| 1  | Max's Work of Art       | I tre ritratti di Max               | 8 giugno 2003      | 25 giugno 2004  |
| 1  | Max Meets Morris        | Lo striscione colorato              | 8 giugno 2003      | 28 giugno 2004  |
| 1  | Ruby's Scavenger Hunt   | La caccia al tesoro                 | 8 giugno 2003      | 29 giugno 2004  |
| 2  | Ruby's Hiccups          | Ruby ha il singhiozzo               | 15 luglio 2003     | 30 giugno 2004  |
| 2  | The Big Picture         | La foto più bella                   | 15 luglio 2003     | 1º luglio 2004  |
| 2  | Ruby's Stage Show       | Le principesse e il drago           | 15 luglio 2003     | 2 luglio 2004   |
| 3  | Max's Froggy Friend     | Un tè con la rana                   | 22 luglio 2003     | 5 luglio 2004   |
| 3  | Max's Music             | Il quartetto tutto pepe di Ruby     | 22 luglio 2003     | 6 luglio 2004   |
| 3  | Max Gets Wet            | Ruby bagna Max                      | 22 luglio 2003     | 7 luglio 2004   |
| 4  | Ruby's Tea Party        | Tè con il capitano Max              | 24 luglio 2003     | 8 luglio 2004   |
| 4  | Max Is It               | Congelate!                          | 24 luglio 2003     | 9 luglio 2004   |
| 4  | Ruby's Science Project  | Carta, colla e cioccolata           | 24 luglio 2003     | 12 luglio 2004  |
| 5  | Ruby's Panda Prize      | Il panda gigante                    | 19 agosto 2003     | 13 luglio 2004  |
| 5  | Ruby's Roller Skates    | Ruby e i pattini a rotelle          | 19 agosto 2003     | 14 luglio 2004  |
| 5  | Ghost Bunny             | Il coniglietto fantasma             | 19 agosto 2003     | 15 luglio 2004  |
| 6  | Max's Bug Salad         | La gelatina delle coccinelle di Max | 2 ottobre 2003     | 16 luglio 2004  |
| 6  | Ruby's Beach Party      | Ruby dà una festa in spiaggia       | 2 ottobre 2003     | 19 luglio 2004  |
| 6  | Super Max to the Rescue | Il circo a tre piste                | 2 ottobre 2003     | 20 luglio 2004  |
| 7  | Max's Dragon Shirt      | La maglietta drago di Max           | 9 ottobre 2003     | 21 luglio 2004  |
| 7  | Max's Rabbit Racer      | Le Conigliette Maiorette            | 9 ottobre 2003     | 22 luglio 2004  |
| 7  | Roger's Choice          | La scelta di Roger                  | 9 ottobre 2003     | 23 luglio 2004  |
| 8  | Ruby's Pajama Party     | Il pigiama party di Ruby            | 16 ottobre 2003    | 26 luglio 2004  |
| 8  | Baby Max                | Il piccolo Max                      | 16 ottobre 2003    | 27 luglio 2004  |
| 8  | Bunny Scout Brownies    | I biscotti delle conigliette scout  | 16 ottobre 2003    | 28 luglio 2004  |
| 9  | Max's Shadow            | L'ombra di Max                      | 23 ottobre 2003    | 29 luglio 2004  |
| 9  | Max Remembers           | Il filo di Max                      | 23 ottobre 2003    | 30 luglio 2004  |
| 9  | Ruby's Candy Store      | Ruby e il negozio di caramelle      | 23 ottobre 2003    | 2 agosto 2004   |
| 10 | Max's Check Up          | Max e la visita medica              | 30 ottobre 2003    | 3 agosto 2004   |
| 10 | Max's Prize             | Il premio di Max                    | 30 ottobre 2003    | 4 agosto 2004   |
| 10 | Space Max               | L'uomo spaziale                     | 30 ottobre 2003    | 5 agosto 2004   |
| 11 | Ruby's Figure Eight     | Allenamenti sul ghiaccio            | 13 aprile 2003     | 6 agosto 2004   |
| 11 | Ruby's Surprise Party   | Ruby e la festa a sorpresa          | 13 aprile 2003     | 9 agosto 2004   |
| 11 | Ruby's Tent             | Ruby e la tenda scout               | 13 aprile 2003     | 10 agosto 2004  |
| 12 | Ruby Writes a Story     | Ruby scrive una storia              | 20 aprile 2003     | 11 agosto 2004  |
| 12 | Max's Dominoes          | La medaglia per l'ospitalità        | 20 aprile 2003     | 12 agosto 2004  |
| 12 | Grandma's Attic         | La soffitta della nonna             | 20 aprile 2003     | 13 agosto 2004  |
| 13 | Max's Thanksgiving      | Max e la cena del ringraziamento    | 27 aprile 2003     | 16 agosto 2004  |
| 13 | Max's Pretend Friend    | L'amico immaginario di Max          | 27 aprile 2003     | 17 agosto 2004  |
| 13 | Fireman Max             | La gara di salto di Max             | 27 aprile 2003     | 18 agosto 2004  |

## Terza stagione
La terza stagione di Max e Ruby viene trasmessa in Canada dal 6 aprile 2007 al 25 gennaio 2008 su Treehouse TV.
| N° | Titolo originale               | Titolo italiano                      | Prima TV originale |
| -- | ------------------------------ | ------------------------------------ | ------------------ |
| 1  | Ruby's Easter Bonnet           | Ruby e il cappello pasquale          | 6 aprile 2007      |
| 1  | Max's Easter Parade            | Max e la parata pasquale             | 6 aprile 2007      |
| 1  | Max and the Easter Bunny       | Max e il coniglietto pasquale        | 6 aprile 2007      |
| 2  | Ruby's Hippity Hop Dance       | Ruby e la danza Hippity Hop          | 9 aprile 2007      |
| 2  | Ruby's Bird Bath               | Ruby e il bagnetto per gli uccellini | 9 aprile 2007      |
| 2  | Super Max Saves the World      | Super Max salva il mondo             | 9 aprile 2007      |
| 3  | Ruby Delivers                  | Ruby e le consegne volanti           | 10 aprile 2007     |
| 3  | Getting Crabby at the Beach    | A caccia di granchi                  | 10 aprile 2007     |
| 3  | Max Baby Sits                  | Max babysitter                       | 10 aprile 2007     |
| 4  | Max's Fire Flies               | Le lucciole di Max                   | 11 aprile 2007     |
| 4  | Max and Ruby's Fashion Show    | Max, Ruby e la sfilata di moda       | 11 aprile 2007     |
| 4  | Ruby's Sing Along              | Ruby e il festival dei talenti       | 11 aprile 2007     |
| 5  | Ruby's Safari                  | Il safari di Ruby                    | 12 aprile 2007     |
| 5  | Max's Mud Bath                 | Max fa il bagno di fango             | 12 aprile 2007     |
| 5  | Max's Lost Lizard              | Max e la lucertola perduta           | 12 aprile 2007     |
| 6  | Surprise Ruby                  | Una sorpresa per Ruby                | 4 maggio 2007      |
| 6  | Ruby's Birthday Party          | La festa di compleanno di Ruby       | 4 maggio 2007      |
| 6  | Ruby's Birthday Present        | I regali di compleanno di Ruby       | 4 maggio 2007      |
| 7  | Ruby's Puppet Show             | Lo spettacolo di burattini di Ruby   | 15 maggio 2007     |
| 7  | Sugar Plum Max                 | Max il confettino                    | 15 maggio 2007     |
| 7  | Max's Ant Farm                 | Max e il formicaio                   | 15 maggio 2007     |
| 8  | Ruby's Loose Tooth             | Ruby e il dentino perduto            | 16 maggio 2007     |
| 8  | Ruby Scores                    | Il goal di Ruby                      | 16 maggio 2007     |
| 8  | Ruby's Sand Castle             | Il castello di sabbia di Ruby        | 16 maggio 2007     |
| 9  | Grandma's Berry Patch          | I frutti di bosco della nonna        | 17 maggio 2007     |
| 9  | Ruby's Bunny Scout Banner      |                                      | 17 maggio 2007     |
| 9  | Ruby's Detective Agency        |                                      | 17 maggio 2007     |
| 10 | Max's Rocket Racer             | Max e la gara dei razzi              | 18 maggio 2007     |
| 10 | Max and Morris Blast Off!      | Il lancio di Max e Morris            | 18 maggio 2007     |
| 10 | Max's Candy Apple              | Max e la mela caramellata            | 18 maggio 2007     |
| 11 | Max and Ruby's Bunny Tales     | Ruby Cappuccetto Rosso               | 21 maggio 2007     |
| 11 | Max and Ruby's Bunny Tales     | Max e la pianta di fagioli           | 21 maggio 2007     |
| 11 | Max and Ruby's Bunny Tales     | Il principe ranocchio                | 21 maggio 2007     |
| 12 | Max and Ruby's Perfect Pumpkin | Max, Ruby e la zucca perfetta        | 29 ottobre 2007    |
| 12 | Max's Jack 'O' Lantern         | La zucca spaventosa di Max           | 29 ottobre 2007    |
| 12 | Max's Big Boo                  | Max fa Boo!                          | 29 ottobre 2007    |
| 13 | Grandma's Present              | Il regalo della nonna                | 7 dicembre 2007    |
| 13 | Max and Ruby's Christmas Tree  | L'albero di Natale di Max e Ruby     | 7 dicembre 2007    |
| 13 | Max's Snow Plow                | Lo spazzaneve di Max                 | 7 dicembre 2007    |
| 14 | Max's Snow Day                 | Max e la giornata nevosa             | 25 gennaio 2008    |
| 14 | Max's Snow Bunny               | Max e il coniglietto delle nevi      | 25 gennaio 2008    |
| 14 | Max's Mix Up                   | Max confonde le carte                | 25 gennaio 2008    |

## Quarta stagione
La quarta stagione di Max e Ruby viene trasmessa in Canada dal 4 ottobre 2009 al 28 gennaio 2010 su Treehouse TV.
| N° | Titolo originale             | Titolo italiano                        | Prima TV originale |
| -- | ---------------------------- | -------------------------------------- | ------------------ |
| 1  | Grandma's Treasure Hunt      | La caccia al tesoro della nonna        | 4 ottobre 2009     |
| 1  | Ruby's Jigsaw Puzzle         | Ruby e il puzzle                       | 4 ottobre 2009     |
| 1  | Ruby's Recital               | Il recital di Ruby                     | 4 ottobre 2009     |
| 2  | Ruby's Home Run              | Ruby fa un home run                    | 5 ottobre 2009     |
| 2  | Ruby's Missing Tune          | Ruby e la melodia perduta              | 5 ottobre 2009     |
| 2  | Ruby's Hand Stand            | Ruby e la verticale                    | 5 ottobre 2009     |
| 3  | Ruby's Rainbow               | L'arcobaleno di Ruby                   | 6 ottobre 2009     |
| 3  | Home Tweet Home              | Casa dolce casa                        | 6 ottobre 2009     |
| 3  | Max's Mud Pie                | Max e la torta di fango                | 6 ottobre 2009     |
| 4  | Max Saves the Parade         | Max salva la parata                    | 11 ottobre 2009    |
| 4  | Max's Big Kick               | Max e il grande calcio                 | 11 ottobre 2009    |
| 4  | Ruby's Horn of Plenty        | Ruby e la cornucopia                   | 11 ottobre 2009    |
| 5  | Duck Duck Goose              | Anatra anatra oca                      | 28 novembre 2009   |
| 5  | Ruby's Snowbunny             | Ruby e il coniglietto di neve          | 28 novembre 2009   |
| 5  | Ruby's Snowflake             | Ruby e il fiocco di neve               | 28 novembre 2009   |
| 6  | Ruby's Good Neighbour Report | Ruby e le relazioni di buon vicinato   | 1º dicembre 2009   |
| 6  | Candy Counting               | Il conto delle caramelle               | 1º dicembre 2009   |
| 6  | Ruby's New Shoes             | Le scarpe nuove di Ruby                | 1º dicembre 2009   |
| 7  | Max's Balloon Buddies        | Max e i palloncini dispettosi          | 3 dicembre 2009    |
| 7  | Ruby's Penny Carnival        | Ruby e il Carnevale del centesimo      | 3 dicembre 2009    |
| 7  | Ruby's Big Win               | Ruby e la grande vincita               | 3 dicembre 2009    |
| 8  | Ruby's Gingerbread House     | Ruby e la casa di pan di zenzero       | 30 dicembre 2009   |
| 8  | Max's Christmas Passed       | Max e il Natale passato                | 30 dicembre 2009   |
| 8  | Max's New Year               | Il capodanno di Max                    | 30 dicembre 2009   |
| 9  | Max's Castle                 | Il castello di Max                     | 4 gennaio 2010     |
| 9  | Bunny Hopscotch              | Il gioco della campana dei coniglietti | 4 gennaio 2010     |
| 9  | Max's Grasshopper            | Max e la cavalletta                    | 4 gennaio 2010     |
| 10 | Ruby's Hoola Hoop            | Ruby e l'hula hop                      | 20 gennaio 2010    |
| 10 | Max and the Martians         | Max e i marziani                       | 20 gennaio 2010    |
| 10 | Ruby's Real Cinderella       | Ruby e la vera Cenerentola             | 20 gennaio 2010    |
| 11 | Super Max's Cape             | Il mantello di Super Max               | 22 gennaio 2010    |
| 11 | Ruby's Water Lily            | La ninfea di Ruby                      | 22 gennaio 2010    |
| 11 | Max Says Goodbye             | Max dice arrivederci                   | 22 gennaio 2010    |
| 12 | Max and Ruby's Bunny Tales 2 | La principessa e la biglia             | 28 gennaio 2010    |
| 12 | Max and Ruby's Bunny Tales 2 | I vestiti nuovi dell'Imperatore Max    | 28 gennaio 2010    |
| 12 | Max and Ruby's Bunny Tales 2 | Max e le tre piccole conigliette       | 28 gennaio 2010    |

## Quinta stagione
La quinta stagione di Max e Ruby viene trasmessa in Canada dal 10 dicembre 2011 al 11 febbraio 2013 su Treehouse TV. 
| N° | Titolo originale                  | Titolo italiano                         | Prima TV originale |
| -- | --------------------------------- | --------------------------------------- | ------------------ |
| 1  | Ruby's Perfect Christmas Tree     | Ruby e l'albero di Natale perfetto      | 10 dicembre 2011   |
| 1  | Max's Christmas Presents          | Max e il regalo di Natale               | 10 dicembre 2011   |
| 1  | Max and Ruby's Christmas Carol    | Il canto di Natale di Max e Ruby        | 10 dicembre 2011   |
| 2  | Max Says Hello                    | Max dice ciao                           | 23 gennaio 2012    |
| 2  | Ruby's Spa Day                    | La giornata di Ruby alla Spa            | 23 gennaio 2012    |
| 2  | Ruby's Tai Chi                    | Ruby e il Tai Chi                       | 23 gennaio 2012    |
| 3  | Ruby Gets the Picture             | Ruby e la fotografia                    | 24 gennaio 2012    |
| 3  | Ruby's Birdie                     | Il record di Ruby                       | 24 gennaio 2012    |
| 3  | Max Plays Catch                   | Max gioca a baseball                    | 24 gennaio 2012    |
| 4  | Ruby's Bedtime Story              | Ruby e la favola della buonanotte       | 25 gennaio 2012    |
| 4  | Ruby's Amazing Maze               | Ruby e il rompicapo                     | 25 gennaio 2012    |
| 4  | Max's Night Light                 | Max e la lucina da notte                | 25 gennaio 2012    |
| 5  | Max's Sandwich                    | Il panino di Max                        | 26 gennaio 2012    |
| 5  | Max's Ice Cream Cone              | Max e il cono gelato                    | 26 gennaio 2012    |
| 5  | Ruby's Art Stand                  | Ruby e la vendita d'arte                | 26 gennaio 2012    |
| 6  | Picture Perfect                   | La foto perfetta                        | 13 febbraio 2012   |
| 6  | Detective Ruby                    | L'investigatrice Ruby                   | 13 febbraio 2012   |
| 6  | Superbunny Saves the Cake         | Super coniglietto salva la torta        | 13 febbraio 2012   |
| 7  | Max and Ruby's Bunny Tales 3      | Il coniglietto che gridava all'aragosta | 14 febbraio 2012   |
| 7  | Max and Ruby's Bunny Tales 3      | Max e i tre orsi                        | 14 febbraio 2012   |
| 7  | Max and Ruby's Bunny Tales 3      | La piccola gallinella Ruby              | 14 febbraio 2012   |
| 8  | Ruby's Bird Walk                  | L'escursione di Ruby                    | 15 febbraio 2012   |
| 8  | Max Goes Fishing                  | Max va a pesca                          | 15 febbraio 2012   |
| 8  | Ruby Tries Again                  | Ruby ci prova ancora                    | 15 febbraio 2012   |
| 9  | Max's Ride                        | Il giro di Max                          | 16 febbraio 2012   |
| 9  | Max on Guard                      | Max e la guardia reale                  | 16 febbraio 2012   |
| 9  | Ruby's Real Tea Party             | Ruby e il Tè regale                     | 16 febbraio 2012   |
| 10 | Ruby's Earth Day Party            | Ruby e il giorno della Terra            | 21 aprile 2012     |
| 10 | Ruby's Earth Day Checklist        | Ruby e la lista del giorno della Terra  | 21 aprile 2012     |
| 10 | Max's Ducky Day                   | Max e il giorno dell'anatra             | 21 aprile 2012     |
| 11 | Grandma's Birthday                | Il compleanno della nonna               | 11 maggio 2012     |
| 11 | Max's Hand Print                  | L'impronta di Max                       | 11 maggio 2012     |
| 11 | Max's Train Ride                  | Il ballo a sorpresa                     | 11 maggio 2012     |
| 12 | Engineer Max                      | Il macchinista Max                      | 14 maggio 2012     |
| 12 | Max's Toy Train                   | Max e il treno giocattolo               | 14 maggio 2012     |
| 12 | Max's Train Ride                  | Max e la corsa in treno                 | 14 maggio 2012     |
| 13 | Max's Kite                        | L'aquilone di Max                       | 1º giugno 2012     |
| 13 | Max's Beach Ball                  | Tutti al mare                           | 1º giugno 2012     |
| 13 | Ruby's Limbo                      | Ruby e il limbo                         | 1º giugno 2012     |
| 14 | Ruby's Diorama                    | Il diorama di Ruby                      | 21 settembre 2012  |
| 14 | Ruby's Croquet Match              | Ruby e la partita di croquet            | 21 settembre 2012  |
| 14 | Ruby's Huff and Puff              | Il soffio degli Huffington              | 21 settembre 2012  |
| 15 | Max's Pinata                      | Max e la pignatta                       | 10 ottobre 2012    |
| 15 | Ruby's Movie Night                | Ruby e il film all'aperto               | 10 ottobre 2012    |
| 15 | Doctor Ruby                       | La dottoressa Ruby                      | 10 ottobre 2012    |
| 16 | Ruby's Tower                      | La torre di Ruby                        | 11 ottobre 2012    |
| 16 | Ruby's Juice Bar                  | I succhi di frutta di Ruby              | 11 ottobre 2012    |
| 16 | Max's Tree Fort                   | Max e il forte sull'albero              | 11 ottobre 2012    |
| 17 | Max and the Magnet                | Max e le calamite                       | 12 ottobre 2012    |
| 17 | Ruby's Parrot Project             | Max e la pappagallina Pandora           | 12 ottobre 2012    |
| 17 | Max's Spaghetti                   | Gli spaghetti di Max                    | 12 ottobre 2012    |
| 18 | Ruby's Autograph                  | Ruby e l'autografo                      | 22 ottobre 2012    |
| 18 | A Toy for Baby Huffington         | Un regalo per il piccolo Huffington     | 22 ottobre 2012    |
| 18 | Max's Big Dig                     | Max e i grandi scavi                    | 22 ottobre 2012    |
| 19 | Max and Ruby's Train Trip         | Il viaggio in treno di Max e Ruby       | 22 ottobre 2012    |
| 19 | Go to Sleep Max                   | Max e il vagone letto                   | 22 ottobre 2012    |
| 19 | Conductor Max                     | Il capotreno Max                        | 22 ottobre 2012    |
| 20 | Max's Red Rubber Elephant Mystery | Max e il mistero dell'elefante rosso    | 24 ottobre 2012    |
| 20 | Ruby's Toy Drive                  | Ruby e l'auto giocattolo                | 24 ottobre 2012    |
| 20 | Max and Ruby's Big Finish         | Il gran finale di Max e Ruby            | 24 ottobre 2012    |
| 21 | Ruby's Memory Quilt               | Ruby e la trapunta dei ricordi          | 25 ottobre 2012    |
| 21 | Lights, Camera, Ruby!             | Il film di Ruby                         | 25 ottobre 2012    |
| 21 | Ruby's Ping-Pong Record           | Ruby e il record di ping pong           | 25 ottobre 2012    |
| 22 | Ruby and the Beast                | Ruby e la Bestia                        | 26 ottobre 2012    |
| 22 | Max and Ruby's Halloween House    | Dolcetto o scherzetto                   | 26 ottobre 2012    |
| 22 | Max's Trick or Treat              | Lo scherzetto di Max                    | 26 ottobre 2012    |
| 23 | Max and Ruby Give Thanks          | Il giorno del ringraziamento            | 19 novembre 2012   |
| 23 | Max Leaves                        | Max e le foglie                         | 19 novembre 2012   |
| 23 | Ruby's Fall Pageant               | Ruby e lo spettacolo d'autunno          | 19 novembre 2012   |
| 24 | Ruby's Big Case                   |                                         | 28 gennaio 2013    |
| 24 | Ruby's Rhyme Time                 |                                         | 28 gennaio 2013    |
| 24 | Max's Library Card                |                                         | 28 gennaio 2013    |
| 25 | Max & Ruby's Groundhog Day        | Il giorno della marmotta                | 30 gennaio 2013    |
| 25 | Ruby's First Robin of Spring      | Ruby e il primo robin di primavera      | 30 gennaio 2013    |
| 25 | Grandma's Geraniums               | I gerani della nonna                    | 30 gennaio 2013    |
| 26 | Space Bunny                       | Il coniglietto astronauta               | 11 febbraio 2013   |
| 26 | Max's Sprinkler                   | Max e l'annaffiatore                    | 11 febbraio 2013   |
| 26 | Max's Pogo Stick                  | Max e il saltarello                     | 11 febbraio 2013   |

## Sesta stagione
La sesta stagione di Max e Ruby viene trasmessa negli Stati Uniti dal 18 settembre 2016 al 14 settembre 2018 su Nick Jr. e in Canada dal 2 gennaio 2017 al 12 agosto 2018.
| N° | Titolo originale                | Titolo italiano                           | Prima TV USA      | Prima TV Canada |
| -- | ------------------------------- | ----------------------------------------- | ----------------- | --------------- |
| 1  | Max's Preschool                 | Max va all'asilo                          | 18 settembre 2016 | 2 gennaio 2017  |
| 1  | Grandma's Story Time Sleepover  | Una serata con la nonna                   | 18 settembre 2016 | 2 gennaio 2017  |
| 2  | Ruby's Teacher                  | La maestra di Ruby                        | 18 settembre 2016 | 4 gennaio 2017  |
| 2  | Max's Art Time                  | Max e l'arte                              | 18 settembre 2016 | 4 gennaio 2017  |
| 3  | Show and Tell                   | Mostra e racconta                         | 24 ottobre 2016   | 3 gennaio 2017  |
| 3  | The Whirligig                   | La girandola                              | 24 ottobre 2016   | 3 gennaio 2017  |
| 4  | Max's Rocket                    | Il razzo di Max                           | 25 ottobre 2016   | 5 gennaio 2017  |
| 4  | Max Bam Boom                    | Max! Bam! Boom!                           | 25 ottobre 2016   | 5 gennaio 2017  |
| 5  | Max Whistles                    | Max fischietta                            | 26 ottobre 2016   | 6 gennaio 2017  |
| 5  | Ruby's Photo                    | Ruby e la foto                            | 26 ottobre 2016   | 6 gennaio 2017  |
| 6  | Grandma's Surprise              | La sorpresa della nonna                   | 27 ottobre 2016   | 8 gennaio 2017  |
| 6  | Costume Day                     | Il giorno in maschera                     | 27 ottobre 2016   | 8 gennaio 2017  |
| 7  | Max's Skateboard                |                                           | 1º novembre 2016  | 3 aprile 2017   |
| 7  | Super Butterfly                 |                                           | 1º novembre 2016  | 3 aprile 2017   |
| 8  | Ruby Juggles                    |                                           | 3 novembre 2016   | 4 aprile 2017   |
| 8  | Max and Priya                   |                                           | 3 novembre 2016   | 4 aprile 2017   |
| 9  | Dino Hunter Max                 | Il paleontologo Dino Max                  | 8 novembre 2016   | 7 gennaio 2017  |
| 9  | Ruby's Solar System             | Ruby e il sistema solare                  | 8 novembre 2016   | 7 gennaio 2017  |
| 10 | Fun in the Sun                  |                                           | 15 novembre 2016  | 5 aprile 2017   |
| 10 | Max the Detective               |                                           | 15 novembre 2016  | 5 aprile 2017   |
| 11 | Cowboy Max                      |                                           | 29 novembre 2016  | 6 aprile 2017   |
| 11 | Ruby's Poem                     |                                           | 29 novembre 2016  | 6 aprile 2017   |
| 12 | Max and Winston                 | Max e Winston                             | 1º dicembre 2016  | 7 aprile 2017   |
| 12 | Grandma's Bunny Sniffles        | La nonna e il raffreddore dei coniglietti | 1º dicembre 2016  | 7 aprile 2017   |
| 13 | You Can't Catch Me              |                                           | 7 ottobre 2017    | TBA             |
| 13 | Max's Bubbles                   |                                           | 7 ottobre 2017    | TBA             |
| 14 | Ruby's Chocolate Chip Chaos     |                                           | 14 ottobre 2017   | TBA             |
| 14 | Max's Kazoo                     |                                           | 14 ottobre 2017   | TBA             |
| 15 | Ruby's Party                    |                                           | 16 ottobre 2017   | 9 luglio 2017   |
| 15 | Max's Super Jet                 |                                           | 16 ottobre 2017   | 9 luglio 2017   |
| 16 | Max Decorates                   | Max e le decorazioni natalizie            | 12 ottobre 2017   | 12 aprile 2017  |
| 16 | Max's Shiny Coin                | Max e il soldino luccicante               | 12 ottobre 2017   | 12 aprile 2017  |
| 17 | Super Shopper Max               |                                           | 28 ottobre 2017   | 13 aprile 2017  |
| 17 | Ruby's Time Capsule             |                                           | 28 ottobre 2017   | 13 aprile 2017  |
| 18 | Ruby's Ice Show                 |                                           | 9 dicembre 2017   | TBA             |
| 18 | Max's Baby Birdie               |                                           | 9 dicembre 2017   | TBA             |
| 19 | Community Garden                |                                           | 14 aprile 2018    | 9 luglio 2017   |
| 19 | Ruby's Backyard Camping Trip    |                                           | 14 aprile 2018    | 9 luglio 2017   |
| 20 | Lost and Found                  |                                           | 21 aprile 2018    | 4 luglio 2017   |
| 20 | Ruby's Book Report              |                                           | 21 aprile 2018    | 4 luglio 2017   |
| 21 | Ms. Bunty's Gift                |                                           | 28 aprile 2018    | 5 luglio 2017   |
| 21 | Max to the Rescue               |                                           | 28 aprile 2018    | 5 luglio 2017   |
| 22 | Message in a Bottle             |                                           | 10 settembre 2018 | 6 luglio 2017   |
| 22 | Max on a Mission                |                                           | 10 settembre 2018 | 6 luglio 2017   |
| 23 | Max the Champion                |                                           | 11 settembre 2018 | 7 luglio 2017   |
| 23 | Max and Ruby's Restaurant       |                                           | 11 settembre 2018 | 7 luglio 2017   |
| 24 | Ruby's Yard Sale                |                                           | 12 settembre 2018 | 8 luglio 2017   |
| 24 | Camper Max                      |                                           | 12 settembre 2018 | 8 luglio 2017   |
| 25 | Max's Sleepover                 |                                           | 13 settembre 2018 | 12 agosto 2018  |
| 25 | Slugger Max                     |                                           | 13 settembre 2018 | 12 agosto 2018  |
| 26 | Max and Ruby's Museum Adventure | L'avventura al museo di Max e Ruby        | 14 settembre 2018 | TBA             |

## Settima stagione
La settima stagione di Max e Ruby viene trasmessa in Canada dal 3 luglio 2017 al 24 agosto 2019 su Treehouse TV.
| N° | Titolo originale                | Titolo italiano                      | Prima TV Canada   |
| -- | ------------------------------- | ------------------------------------ | ----------------- |
| 1  | Max and Ruby's Pirate Adventure | L'avventura dei pirati di Max e Ruby | 3 luglio 2017     |
| 2  | Max's Fort                      |                                      | 19 agosto 2018    |
| 2  | Ruby's Party Dress              |                                      | 19 agosto 2018    |
| 3  | The Frog and the Fly            |                                      | 26 agosto 2018    |
| 3  | Bye Bye Max's Lobster           |                                      | 26 agosto 2018    |
| 4  | Ruby's Rocking Bunnies          |                                      | 2 settembre 2018  |
| 4  | Max's Jump Shot                 |                                      | 2 settembre 2018  |
| 5  | Max's Parachute                 |                                      | 9 settembre 2018  |
| 5  | The Class Pet                   |                                      | 9 settembre 2018  |
| 6  | Ruby's Knot                     |                                      | 16 settembre 2018 |
| 6  | Soccer Star Max                 |                                      | 16 settembre 2018 |
| 7  | Ruby's Book Reading             |                                      | 23 settembre 2018 |
| 7  | Max and a Space Alien           |                                      | 23 settembre 2018 |
| 8  | Max and Ruby's Bunnyhop Parade  |                                      | 30 settembre 2018 |
| 9  | The Bunny Gnome                 |                                      | 7 ottobre 2018    |
| 9  | Max's Movie Magic               |                                      | 7 ottobre 2018    |
| 10 | Robo-Max                        |                                      | 14 ottobre 2018   |
| 10 | Let it Snow                     |                                      | 14 ottobre 2018   |
| 11 | Max's Hug                       |                                      | 7 aprile 2019     |
| 11 | Super Spy Max                   |                                      | 7 aprile 2019     |
| 12 | Max's Big Race                  |                                      | 21 aprile 2019    |
| 12 | Max's S'mores                   |                                      | 21 aprile 2019    |
| 13 | One of a Kind Ruby              |                                      | 28 aprile 2019    |
| 13 | Ruby's To Do List               |                                      | 28 aprile 2019    |
| 14 | Ruby's Apples                   |                                      | 5 maggio 2019     |
| 14 | Ruby's Storytime                |                                      | 5 maggio 2019     |
| 15 | Ruby's Puzzling Puzzle          |                                      | 14 aprile 2019    |
| 15 | Ruby's Egg Hunt                 |                                      | 14 aprile 2019    |
| 16 | Happy Baby Huffington           |                                      | 12 maggio 2019    |
| 16 | Ruby's Cupcakes                 |                                      | 12 maggio 2019    |
| 17 | Mover Max                       |                                      | 19 maggio 2019    |
| 17 | Ruby's Circus                   |                                      | 19 maggio 2019    |
| 18 | Ruby's Rock                     |                                      | 26 maggio 2019    |
| 18 | Max's Backyard Safari           |                                      | 26 maggio 2019    |
| 19 | Max and Ruby's Father's Day     |                                      | 2 giugno 2019     |
| 19 | Ruby's Hockey Practice          |                                      | 2 giugno 2019     |
| 20 | Ruby's Yoga Twist               |                                      | 23 giugno 2019    |
| 20 | Ruby's Tidy Town                |                                      | 23 giugno 2019    |
| 21 | Ruby's Tidy Town                |                                      | 20 luglio 2019    |
| 21 | Max the Dragon Tamer            |                                      | 20 luglio 2019    |
| 22 | Ruby's Tea Party Surprise       |                                      | 27 luglio 2019    |
| 22 | Max's Bump in the Night         |                                      | 27 luglio 2019    |
| 23 | Max and Ruby and the New Baby   |                                      | 3 agosto 2019     |
| 24 | Max's Crew                      |                                      | 10 agosto 2019    |
| 24 | Super Helpful Max               |                                      | 10 agosto 2019    |
| 25 | The Twins' Puppet Show          |                                      | 17 agosto 2019    |
| 25 | Max & Ruby's Switch             |                                      | 17 agosto 2019    |
| 26 | Sea Monster Max                 |                                      | 24 agosto 2019    |
| 26 | Max's Bunny Scout Badge         |                                      | 24 agosto 2019    |